# Francesco Nuti
Francesco Nuti, född 1955, död 2023, var en italiensk skådespelare, filmregissör och manusförfattare.

## Filmografi (i urval)
- 1983 – Att spela är nödvändigt